# نور (قبالة)
النور (بالعبرية: אור)، («أوهر») هو مصطلح أساسي في القبالة اليهودية ويستخدم في التقاليد الباطينية اليهودية. ويستعمل تشبيه الضوء الطبيعي كوسيلة لشرح فكرة الفيض الميتافيزيقي الإلهي.كما قد يستعمل مصطلح «تدفق» (بالعبرية: שפע، شيفا) ومشتقاته، «تأثير» (بالعبرية: השפעה، هاشبوه) كبديل في القبالة، وهو مصطلح استخدم أيضا في الفلسفة اليهودية في العصور الوسطى ليعني «النفوذ الإلهي». يفضل القباليون استعمال نور (أوهر) لأن قيمته العددية تساوي راز (أي الغموض«الغموض»)
إنها واحدة من الاستعارتين الرئيسيتين في القبالة لفهم الألوهية، جنبا إلى جنب مع الاستعارة الأخرى «سيفروت» التي تشرح العلاقة الروحية بجسم الإنسان.
استعمال النور كوصف مجازي للتدفق الإبداعي الإلهي الروحي يعود لطبيعة النور التي تشابه فكرة الانبعاث الإلهي. فالنور هو واقع مادي يمكن إدراكه بالعين. ويشمل التشابه أن «جسدية» الضوء غير ملموسة، والبهجة التي تلهمها، والإضاءة التي تعطيها، وانتقالها الفوري الظاهر والاتصال المستمر بمصدرها. كما يحجب الضوء، وينعكس. ينقسم الضوء الأبيض إلى 7 ألوان، لكن هذه التعددية تتحد من مصدر واحد. وكذلك، ينقسم الضوء الإلهي إلى 7 سيفروتات عاطفية وتتحد، من مصدر واحد هو الجوهر الإلهي.
و للاستعارة قيودها أيضا. أي تفسير للاهوت لايمكن تحقيقها إلا من خلال مقارنات مع الظواهر المكانية والزمنية التي نفهمها. بمجرد استيعاب هذه الصور، تشدد الكابالا على الحاجة إلى محاولة تجاوزها من خلال فهم أوجه القصور فيها. ومن بين القيود في الاستعارة «للنور»، هي عدم قدرة المصدر المادية للنور على حجب الإشعاع بعد إطلاقه، والتحكم بالنور تحقيق الغرض من إطلاقه، والتمييز القاطع بين المصدر وضوءه. بالنسبة إلى الله، فإن الخلق «نشأ بالمشيئة ة الإلهية» ولم يتم حثه. إن انبعاث الخلق لا يملأ أي قصور في كمال الل الذي هو كامل. التمييز بين النور الإلهي (أوهر عين سوف والسيفورات العشرة) والمصدر الإلهي (عين سوف اللانهائي) يظهر فقط من خلال الخلق. من وجهة نظر الله، يقول الكتاب المقدس «لأني، أنا الأبدي، لم أتغير». من منظور معرفة الله الذاتية، تبقى الانبعاثات موحّدة بالكامل ومُبْرَضة لمصدرها. وهذا يحاول الإيجابة على الإشكالية التي ينتقد بها الحاخامات القبالة على أنها تدعوللثنائية. المصطلح في فلسفتي القبالة والحسيدية لهذا الإلغاء هو الإبطال (بالعبرية: بيتول).

## النور اللانهائي
عين سوف (حرفيا: «بدون نهاية» / بدون حدود / لانهائي) هو مصطلح قبالي للجوهر الإلهي. يصف السفيورات العشرة (الانبعاثات الإلاهية أو الصفات الإلهية)، التي تكشف عن وجود الإله الأعلى الذي لا يمكن إدراكه والذي ينبثق عنه كل الخلق على جميع مستويات الوجود. ومع ذلك، فإن هذه الصفات العشرة لله لا تمثل الجوهر الإلهي. يميز القباليون بين مظاهر الله (أشكال «النور»)، وأصلهم في الجوهر الإلهي («مصدر النور»). وهذا يبرهن عدم صوابية الإدعاءء بأن القباليون أدخلوا التعددية في التوحيد الصريح لليهودية. النصوص القبالية تعطي عناية كبيرة للتأكيد على هذا الاختلاف، ويحذر ضد تجسيد الله (أي إعطائه صفات بشرية) وبالتالي إعطاء الأوصاف الإنسانية للخخسائص الخفية لله لفيضه. لتفادي مثل هذه الهرطقات، كان نشر وتدريس القبالة يقتصر تقليديا على التدريس المباشر في دوائر المقربة.
هناك في القبالة نور أخر بالإضافة إلى العشرة «أنوار» الإلاهية التي غلفت وخلقت السيفورات. يسمي القباليون هذا النور الأصلي بـ«النور اللانهائي» (أوهر عين سوف) وهو أأصل كل الخلق، وجميع الأضواء السفلية مثل عين سوف. واجه حكماء القباليون والحيسيون اشكالية السؤال «كيف يمكن أن يكون هناك إدراك لله، في النور النهائي قبل الخلق. فبالتأكيد، لا يمكن أن يكون هناك ملك بدون شعب. فلا يمكن وجود أي مخلوق يدرك النور الإلاهي اللانهائي» فيجيب هؤلاء الحكماء إن النور اللانهائي هو شكل من أشكال معرفة الله لذاته الإلهية، ومن خلاله يعرف الله يعرف. فقد خلق الله كل شيء، مع ما ظهر لاحقا من تكاثر، وغرضه النهائي المشيئة الإلهية الأعمق.

## الخفض - قيود النور الإلهي
بما أن النور اللانهائي هو نفسه غير محدود، فإنه لا يمكن أن يكون نفسه مصدر خلق العوالم (مثل العوالم الأربعة وعوالم سلسلة الخلق). فأي خلق يخلقه النور اللانهائي سيكون ذات عددا لا نهائيا، ولن يكون خلقا فعليا على الإطلاق، لأنها ستبقى خالية تمامًا («بتول») بالنسبة إلى النور اللانهائي، ولن يكون لها أي إدراك ذاتي مستقل. لذلك لا يمكن من تولد العوالم إلا من خلال قيود السيفروت و «سلسلة التطور» التنازلية يمكن أن تتكشف العوالم الروحية والمادية. في السلسلة التنازلية للعوالم من اللانهائي إلى عالمنا المتناهي، يتدفق التدفق الخلاق للضوء الإلهي المغلف في السيفروت، إلى قيود لا حصر لها، تناقصات وخطوات، لإخفاء الألوهية بشكل تدريجي. تسمى القبالة هذه «الخفض» (بالعبرية تزمتزوم، القيود).

## معرض الصور

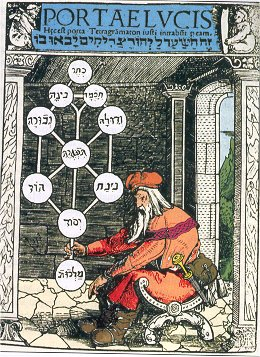
الترجمة اللاتينية لشعار النور (שערי אורה) "بوابات الضوء"، واحدة من العروض الأكثر نفوذا في النظام القبالي، رسمها جوزيف غيكاتيلا في القرن الثالث عشر
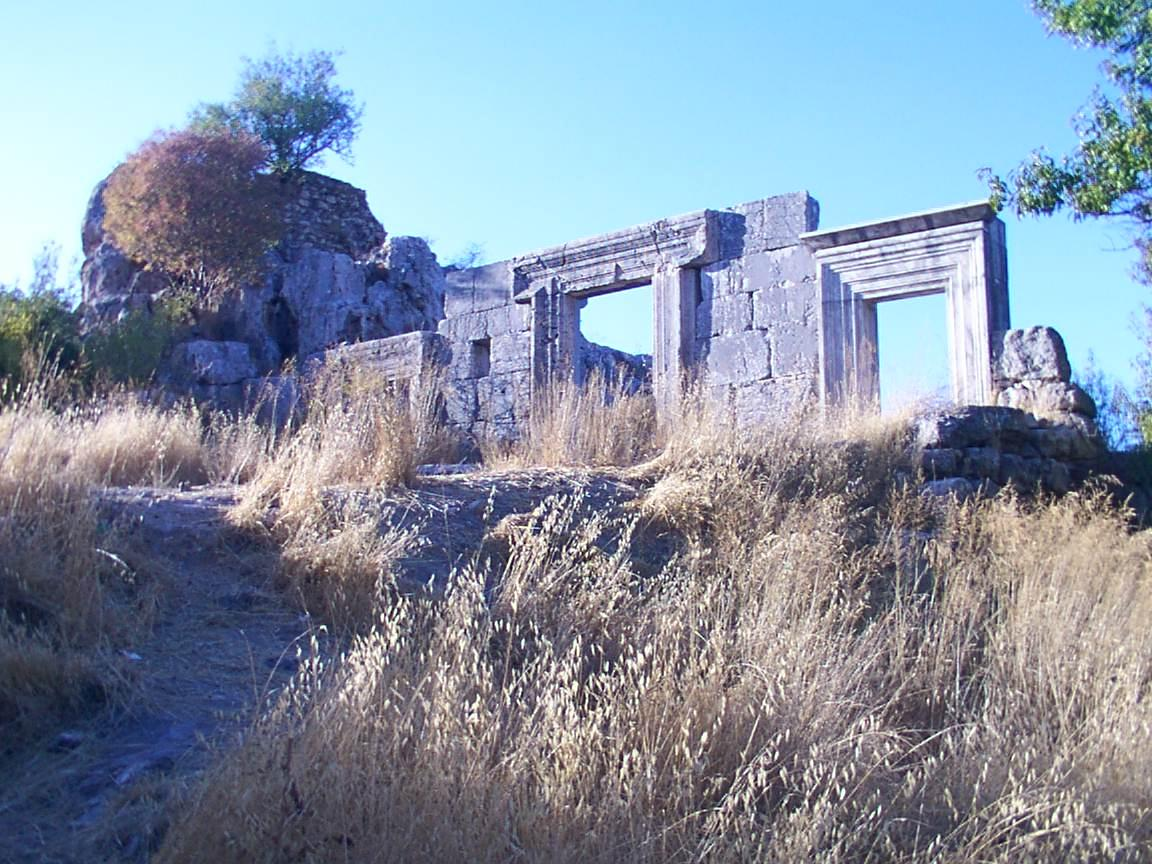
ميرون في الجليل. "الطبيعة" (هاتيفا) هو القيمة العددية لـإلوهيم، و اسم الضوء الجوهري.